# T-64BM Bulat
BM Bulat (ukrajinsky БМ Булат), známý také pod názvem T-64BM Bulat, je ukrajinský tank vzniklý modernizací sovětského typu T-64BM. Původně vznikl v roce 1999 pod označením T-64U a sériová výroba započala v roce 2005. Do roku 2017 převzaly Ukrajinské pozemní síly okolo 100 exemplářů.

## Služba
Bulaty byly nasazeny Ukrajinou za rusko-ukrajinské války. Dle nezávislého webu Oryx ztratila Ukrajina k listopadu 2024 dle volně dostupné fotodokumentace nejméně patnáct Bulatů ve verzi BM a čtyři ve verzi BM2. Tři další T-64BM a 1 T-64BM2 byly poškozeny a tři T-64BM zajaty Rusy.

## Charakteristika
- Hmotnost: 45 t
- Maximální rychlost: 60 km/h
- Posádka: 3
- Hlavní výzbroj: 1 × 125mm tankový kanón KBA-3 se zásobou 36 nábojů a možností střelby PTŘS 9K119 Refleks nebo jejich ukrajinské odvozeniny Kombat
- Sekundární výzbroj: 
  - 1 × protiletadlový kulomet KT-12,7 ráže 12,7 mm
  - 1 × koaxiální kulomet KT-7,62 ráže 7,62 mm
- Pancéřování: kompozitní pancéřování, volitelně doplnitelné reaktivním pancířem Nož-1